# Santiago Umba
Umba  López est un nom espagnol. Le premier nom de famille, en général paternel, est Umba ; le second, en général maternel, souvent omis, est López.
Abner Santiago Umba López, né le 20 novembre 2002 à Arcabuco (Boyacá), est un coureur cycliste colombien.

## Biographie
En novembre 2020, l'équipe Androni Giocattoli-Sidermec l'annonce dans son effectif à partir de la prochaine saison,, avec un contrat de quatre ans.
Il commence sa carrière professionnelle en janvier 2021 lors du Tour du Táchira.
Umba s'engage pour 2024 avec l'équipe Astana Qazaqstan.

## Palmarès
- 2017
  - 4e étape du Tour de Colombie cadets[5]
- 2018
  - 2e étape du Tour de Colombie cadets[6]
- 2019
  - 1re étape du Tour de Pampelune
  - 3e[7] et 5e[8] étapes du Tour de Colombie juniors
- 2021
  - 3e étape du Tour d'Alsace
  - 1re étape du Tour de Savoie Mont-Blanc
  - 3e du Tour de Savoie Mont-Blanc

## Résultats sur les grands tours

### Tour d'Espagne
1 participation
- 2024 : 106e

## Classements mondiaux
| Année                                 | 2021 | 2022  | 2023  | 2024 |
| ------------------------------------- | ---- | ----- | ----- | ---- |
| Classement mondial                    | 553e | 1717e | 1621e | 889e |
| UCI America Tour                      | 57e  | 261e  | nc    | nc   |
|                                       |      |       |       |      |
| Légende : nc = non classéSource : UCI |      |       |       |      |